# 灣脊-95街車站
灣脊-95街車站（英語：Bay Ridge–95th Street station），又稱「95街-漢密爾頓堡車站」（英語：95th Street–Fort Hamilton station），是紐約地鐵BMT第四大道線的南端總站。雖然名稱如此，但車站實際上位於布魯克林漢密爾頓堡（如同原名所示）第四大道及95街交界，設有R線（任何時候停站）列車服務。

## 車站結構
| G        | 街道層   | 出入口                                |
| M        | 夾層     | 閘機、車站詢間處、MetroCard自動售票機 |
| P 月台層 | 2號軌道  |                                       |
| P 月台層 | 島式月台 |                                       |
| P 月台層 | 1號軌道  |                                       |

此地下車站在1925年10月31日啟用，第一班列車在下午2時開出。1970年代末翻新，此站設有一個島式月台和兩條軌道。軌道在月台南端止衝擋結束。此站是第四大道線最後興建的車站，也是紐約地鐵最西面的車站。

## 外部連結
- nycsubway.org—BMT 4th Avenue Line: 95th Street/Fort Hamilton
- Station Reporter — R Train
- The Subway Nut - Bay Ridge–95th Street Station Pictures （页面存档备份，存于）
- 95th Street entrance from Google Maps Street View （页面存档备份，存于）
- Platform from Google Maps Street View （页面存档备份，存于）